# Robert Strausz-Hupé
Robert Strausz-Hupé (* 25. März 1903 in Wien; † 24. Februar 2002 in Newtown Square, Pennsylvania) war ein US-amerikanischer Diplomat und Theoretiker der Geopolitik. Er war Botschafter der Vereinigten Staaten in Sri Lanka, Belgien, Schweden, bei der NATO und in der Türkei sowie Gründer des außenpolitischen Forschungsinstituts der Universität von Pennsylvania.

## Leben
Strausz-Hupé, dessen Wiener Kindheit noch in der Habsburgermonarchie lag, wanderte 1923 in die Vereinigten Staaten aus, wo er später als Finanzberater arbeitete. 1938, nach dem Anschluss Österreichs an das nationalsozialistische Deutschland, begann er in den USA über „den kommenden Krieg“ zu schreiben und Vorträge zu halten. Nach einem solchen Vortrag an der Universität von Pennsylvania in Philadelphia stellte ihn die Hochschule als Mitarbeiter an, seit 1946 als Associate professor für Politikwissenschaft. 1955 gründete er, zusammen mit Henry Kissinger und anderen, das Foreign Policy Research Institute (FPRI) und 1957 publizierte er die erste Ausgabe von Orbis, der Vierteljahresschrift des Instituts.
Strausz-Hupé war 1964 außenpolitischer Berater des republikanischen Präsidentschaftskandidaten Barry Goldwater und 1968 in derselben Funktion für Richard Nixon aktiv. Nixon ernannte ihn 1969 zum US-Botschafter in Sri Lanka, der standardmäßig auch als Botschafter auf den Malediven fungierte. Danach diente er als Botschafter in Belgien (1972–74), Schweden (1974–76), bei der NATO (1976–77) und in der Türkei (1981–89). Als er 1989 als Botschafter in den Ruhestand ging, kehrte er als Distinguished Diplomat-in-Residence und Ehrenpräsident an das FPRI zurück.
Laut Friedrich W. Korkisch war Strausz-Hupé einer der bedeutendsten Geopolitiker der USA, zu seinen Schülern gehörten Melvin R. Laird und Robert F. Kennedy. Er sagte 1956 den Niedergang der Sowjetunion voraus, weil diese keine neue Weltordnung schaffen könne und sich daher ideologisch verbrauche, der Kommunismus als „Religion des Anti-Christen“ habe nicht genügend Substanz. Den USA fehle jedoch eine Zukunftsvision, und sie seien in Gefahr, sich mit den Investitionen für eine demokratische Welt zu verausgaben. Die USA sollten daher eine neue Weltordnung (im Rahmen eines „American Empire“, das er 1942 kommen sah) durch Schwächung der Nationalstaaten schaffen. Die Welt benötige eine kontrollierende Kernmacht und das seien die USA.
Im Hinblick auf das Präsidentialsystem der USA äußerte sich Strausz-Hupé skeptisch: „...Obwohl wir wissen, dass wir nicht zu der freien Farmerdemokratie zurückkehren können..., ist es durchaus nicht klar, dass wir die Probleme, die dadurch entstehen, dass sich in den Händen der Exekutive eine so gewaltige Macht vereinigt, besser erkennen als die Römer.“

## Schriften (Auswahl)
- In my time. 2. Auflage, Transaction Publishers, New Brunswick 1996, ISBN 1-56000-853-9 (Erste Auflage: W.W. Norton, New York 1965).
- Geopolitics. The struggle for space and power. 2. Auflage, Arno Press, New York 1972, ISBN 978-0-4050-4601-8 (Erste Auflage: G.P. Putnam’s sons, New York 1942).
- Power and community. Praeger, New York 1956.
- The balance of tomorrow. G. P. Putnam’s sons, New York 1945.
- Axis America. Hitler plans our future. G.P. Putnam’s Sons, New York 1941.